# Retorno a Homs
Retorno a Homs (en árabe: العودة إلى حمص aleawdat 'iilaa hms‎) es una película germana-siria, documental, producida por Proaction Film, y Ventana Films; dirigida por el director Talal Derki, en 2013, y 80 min de duración.
Es un documental, largometraje, con imágenes de más de tres años desde la fecha de la Revolución Siria; documentando la vida diaria de un joven futbolista Abdul Basit Alsarut, convertido en un líder de la revolución pacífica en la ciudad de Homs y luego un comandante militar allí, y la vida de activistas y de la pacífica Osama Alhbala.
La película fue mostrada en ochenta festivales de cine, en el mundo; y, lanzada en salas de Gran Bretaña y EE. UU.; y, comercializada para televisión de todo el mundo, en 2014, siendo la primera película siria, distribuida comercialmente en EE. UU.; y, también la primera película siria, vendida en plataformas electrónicas como iTunes. La película ganó más de treinta premios, entre los que destaca el Gran Premio Sundance.

## Galardones
| Año  | Premio                                             | Categoría                                            | Recibidor   | Resultados |
| ---- | -------------------------------------------------- | ---------------------------------------------------- | ----------- | ---------- |
| 2013 | International Documentary Film Festival Amsterdam] | Award for Best Feature-Length Documentary            | Talal Derki | nominado   |
| 2014 | Sundance Film Festival                             | World Cinema Grand Jury Prize: Documentary           | Talal Derki | ganó       |
| 2014 | San Francisco International Film Festival          | Golden Gate Award - Best Documentary Feature         | Talal Derki | nominado   |
| 2014 | San Francisco International Film Festival          | Golden Gate Award - Special Jury Recognition         | Talal Derki | ganó       |
| 2014 | Kraków Film Festival                               | Cracow Students Jury Award - Documentary Competition | Talal Derki | ganó       |
| 2014 | Kraków Film Festival                               | Silver Horn - Best Feature-Length Documentary        | Talal Derki | ganó       |